# 빌 브라운
빌 브라운(Bille Brown, 1952년 1월 11일 ~ 2013년 1월 13일)은 오스트레일리아의 연극 배우, 영화배우, 배우, 작가, 텔레비전 배우이다.
브리즈번에서 사망하였다. 사인은 대장암이다.

## 영화
- 아이 오브 더 스톰 (2011년) - 더들리 역
- 나니아 연대기: 새벽 출정호의 항해 (2010년) - 코리아킨 역
- 다잉 브리드 (2008년) - 하비/로완 역
- 언피니쉬드 스카이 (2007년)
- 더러운 짓거리 (2002년)
- 흑과 백 (2002년)
- 신을 고소한 사나이 (2001년)
- 디쉬 (2000년)
- 패션 (1999년)
- 올 세인츠 (1998년)
- 오스카와 루신다 (1997년)
- 와일드 사파리 (1997년)
- 하트비트 (1992년)